# ペシタ訳
ペシタ訳（ペシタやく）ないしペシッタ訳（ペシタやく）はシリア語で書かれた標準版聖書のことである。

## 「ペシタ訳」の名前の由来
「ペシタ訳」という名前は、字義的には「簡易版」という意味のシリア語 mappaqtâ pšîṭtâ (ܡܦܩܬܐ ܦܫܝܛܬܐ)に由来している。しかしながら、pšîṭtâは「簡易訳」と訳されるのと同様、「一般訳」とか「直訳」とも訳すことが可能である。シリア語は東方アラム語の地方語ないしは地方語の集合体である。シリア語はシリア文字で書かれているが、次の多くの方法でローマ字に翻字される：Peshitta, Peshittâ, Pshitta, Pšittâ, Pshitto, Fshitto。これらの翻字すべてが受け入れられているが、'Peshitta'が英語で最もよく使われる綴りである。日本語では「ペシタ訳」ないし「ペシッタ訳」である。

## シリア語訳の歴史

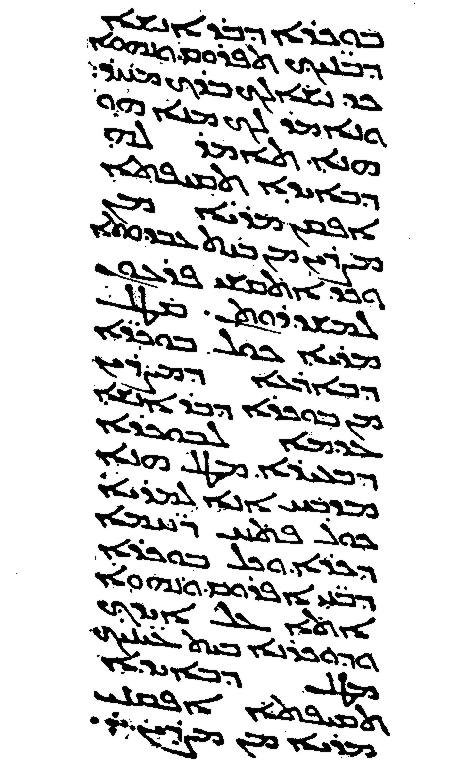
西暦464年にアミダで作られた『出エジプト記』13:14-16 のペシタ訳本文

『出エジプト記』13章14－16節のペシタ訳本文は、西暦464年にアミダで作成された。
「ペシタ」という名前は、9世紀にシリア語の標準的で一般的な聖書として最初に受け入れられたもので、モシェ・バル・ケファ（Moshe bar Kepha）によりそう名づけられた。とはいえ、ペシタ訳がその名をとどめる前にも、明らかに長く複雑な歴史があった。事実、ペシタ訳は旧約聖書と新約聖書で別々の翻訳作業がなされたのである。
ペシタ訳旧約聖書はシリア文学の最初期のもので、おそらく2世紀に書き始められたものである。大多数の初期キリスト教会がギリシャ語七十人訳聖書に頼り、旧約聖書もそれを翻訳したのに対し、シリア語を母語とする教会は旧約聖書をヘブライ語から直訳したのである。翻訳の原写となったヘブライ語本文は、中世または現代のヘブライ語聖書にあるマソラ本文と極めてよく類似したにちがいない。昔の研究者は、ペシタ訳がアラム語タルグムから翻訳されたと主張していたが、現在その見解は退けられている。とはいえ、本文のそばに何の説明も加えることなく、タルグムの影響がいくつか見られる（特にモーセ五書と『歴代誌』）。ペシタ訳旧約聖書の翻訳様式と翻訳の質は多種多様である。いくつかの部分は、教会に引き継がれる前、シリア語を母語とするユダヤ人により翻訳され、他の部分はキリスト教に改宗した初期のユダヤ人により作業がなされた。シリア語はエデッサの言語なので、翻訳はその地方でなされたようである。しかし、2世紀のユダヤ人に広く影響を与えたアルベラやアディアベネ王国もその起源として提唱されている。幾人かの学者は本文中に西アラムの特徴と思われるものがあると指摘している。彼らは、その元の翻訳はパレスチナかシリアでなされたかもしれないと提唱している。しかし、そうした特徴を説明するのは極めて困難である。
ペシタ訳新約聖書の原本は次の二つのシリア語の福音書があったおかげで完成した。ディアテッサロンと古シリア語訳である。シリア語に翻訳された最初の新約聖書はタティアノスのディアテッサロン（「四つを一つに」の意）と思われる。西暦175年ごろ記されたディアテッサロン以外に、単一の物語の中に四福音書を調和させたものはない。ディアテッサロンは一時期、4つの別個の福音書に勝り、シリア語の公式の福音書となり、その内容が最高だと証言したシリア人エフレムが美しい散文論評を行った。とはいえ、シリア語を話す教会は他の教会の慣行に従うことに反対し、4つの別々の福音書を用いた。西暦423年にシリア上方ユーフラテス川沿岸のキュロスの主教（司教）となったテオドレトスは200枚以上のディアテッサロンの写本を発見した。彼はその写本を採集し、片付けてしまい、その代わりに4人の福音書筆者による福音書を紹介したのである。
ディアテッサロンではない四福音書を含む新旧両方の聖書の最初のシリア語聖書は「古シリア語訳」と呼ばれる。5世紀の古シリア語福音書の写本が（Sinaitic Palimpsest とクレトン福音書の）2つ存在する。これらはギリシャ語本文の比較的自由な翻訳であり、通称「西方」校訂文であり、明らかに言い回しにディアテッサロンの本文を使用している。古シリア語福音書はおそらく3世紀に完成したものと思われる（しかし、そのいくつかには4世紀初頭のものと算定されている）。古シリア語写本は、福音書の旧約聖書の引用として（またその存在の最初の証言として）、仮にその引用がギリシャ語と極めて相違していた場合でも、ペシタ訳旧約聖書を使っている。また古シリア語訳には『使徒行伝』やパウロの書簡の翻訳もあったとする証拠もある。ただし、エウセビオスの『教会史4.29.5』によると、タティアノス自身はこうした翻訳を退けたようである。
ペシタ訳は、シリア語を母語とする教会が総合版聖書を作るため、古シリア語文書を再編集したものである。エデッサの主教（司教）ラブラ（Rabbula）の名は(d. 435)一般的にペシタ訳の製作に関連があるとされている。しかし、彼がペシタ訳の作成に関わったとはあまり考えられない。5世紀初頭までにペシタ訳はシリア語を母語とする教会の標準的な聖書となった。ギリシャ語の正典とは異なり、ペシタ訳には『ペテロ第二の書簡』、『ヨハネ第二の書簡』、『ヨハネ第三の書簡』、『ユダの手紙』、『ヨハネの黙示録』は含まれていない。しかし、最初期の現存するペシタ訳の写本を調査すると、いくらか変種があることが分かる。それにはその想定された代用品が出るまで長く存在していたディアテッサロンや古シリア語写本の特徴が含まれている。シリア語を母語とする教会で後に分派が発生したが、ペシタ訳はそれら分派全ての共通の聖書にはならなかった。
西方シリア教会では東ローマ帝国内の神学的な論争により、ギリシャ語本文に近いシリア語聖書の作成が必要となった。マボッグのフィロクセヌス（Philoxenus of Mabbog）（西暦523年没）はこうした流れに沿って新約聖書の本文、フィロクセヌス訳（the Philoxenian Version）を作成したが、それには明らかにペシタ訳には含まれていないギリシャ語正典の書にとって重要な節や本文が入っている。7世紀には標準ギリシャ語に基づくシリア語聖書完全版が作成された。シロ・ヘクサプラ（Syro-Hexapla）は（現在オリゲネスが重要した七十人訳）オリゲネスのヘクサプラ第五欄に基づくシリア語版である。ハーケルのトマス監修のハーケル訳はギリシャ語新約聖書のシリア語訳にかなり近いが、奇妙なことに古シリア語訳の特徴は少ししか含んでいない。こうした翻訳が存在するにもかかわらず、ペシタ訳はシリア語を母語とする教会の共通の聖書となり、これら技術的な（この当時「霊的」と呼ばれた）翻訳類のほとんどがシリアの神学者の机に閉じ込まれたのである。
東方シリア教会および初期の共通の伝統では、ギリシャ語注釈文のシリア語の翻訳家たち（特にMopsuestiaのTheodoreの作品）は、ペシタ訳本文に付随して起こった議論の下、釈義学者の議論が理解できるように、ギリシャ語本文の正確で字義通りの訳を規定しなければならなかった。

## ペシタ訳の内容・様式

八福の教えの6番目(『マタイ』5:8);東方シリア語ペシタ訳より
Ṭûḇayhôn l'aylên daḏkên b-lebbhôn:d-henôn neḥzôn l'alāhâ.
「心の清い人々は、幸いである、その人たちは神を見る。」（邦訳は新共同訳）

旧約聖書のペシタ訳は原始マソラ本文に似たヘブライ語本文に大いに基づいた独自の翻訳である。これは言語学的・釈義的にアラム語タルグムとの類似が見られるが、それを起源とする思想が現存していない。いくつかの節の中で、翻訳家は明らかにギリシャ語セプトゥアギンタ訳を使っている。セプトゥアギンタ訳の影響は、おそらく典礼で使用するためと思われるが、『イザヤ書』や『詩編』の中で特に強く現れている。外典は、『トビト記』がペシタ訳の初期版に存在しないことと、『シラ書』の翻訳がヘブライ語本文に基づいているのを除き、そのほとんどがセプトゥアギンタ訳から翻訳されている。『バルク書』第二も含んでいる。
新約聖書のペシタ訳にはディアテッサロンと古シリア語訳の慣習の延長が見られる。そこには（特に使徒行伝で明らかなように）生き生きとした「西方の」翻訳術が示されている。新約聖書のペシタ訳は5世紀の複雑な「ビザンティン」書物のいくつかと結びついている。ペシタ訳固有の一つの特徴は『ペテロ第二』、『ヨハネ第二の書簡』、『ヨハネ第三の手紙』、『ユダの手紙』、『ヨハネの黙示録』が欠けていることである。現代のシリア語の聖書はペシタ訳本文改訂版にこれら五つの書の6、7世紀の翻訳を加えたものである。

## 現代の進展
ペシタ訳聖書は、少し改訂され、失われた所が加えられ、現在では次のシリアの伝統的な教会の標準シリア語聖書となっている：シリア正教会、シリア・カトリック教会、アッシリア東方教会、インド正教会、カルデア派カトリック教会、マロン派教会、マランカラ派シリア正教会、マルトーマ派教会、シロ・マラバル派教会、シロ・マランカラ派カトリック教会。インド在住のシリア系キリスト教徒はそのほとんどがシリア語をドラビダ語族のマラヤーラム語に翻訳した。中東のシリア系キリスト教徒の間では、礼拝での朗読を除き、説教や聖書の個人研究では、アラビア語が一般的なものとなっている。
ほとんど全てのシリア語学者は、ペシタ訳の福音書がギリシャ語の原文の翻訳であることを認めている。
1901年、P. E. PuseyとG. H. Gwilliamはラテン語訳聖書にペシタ訳の批評文を載せて出版した。それで、1905年、英国内外聖書協会はペシタ訳福音書の明確な非批評版を作成した。1920年、この版が拡がり、新約聖書が完成した。1961年からライデンのペシタ研究所が旧約聖書のペシタ訳の最も総合的な批評版を分冊もので出版しはじめた。
George M. Lamsa編ペシタ訳の1933年英語版はLamsa Bibleとして知られている。
1996年、George Anton Kiraz著『シリア語福音書総合版：古シリア語シナイ写本、クレトン写本、ペシタ訳、ハーケル訳』(abbr. CESG; ハークリーン本文はAndreas Juckelにより準備された)がBrill社から出版された。後続の第二版、第三版はGorgias Press LLCから出版された。